# Pennisetum hohenackeri
Pennisetum hohenackeri är en gräsart som beskrevs av Ferdinand von Hochstetter och Ernst Gottlieb von Steudel. Pennisetum hohenackeri ingår i släktet borstgräs, och familjen gräs. Inga underarter finns listade i Catalogue of Life.

## Bildgalleri

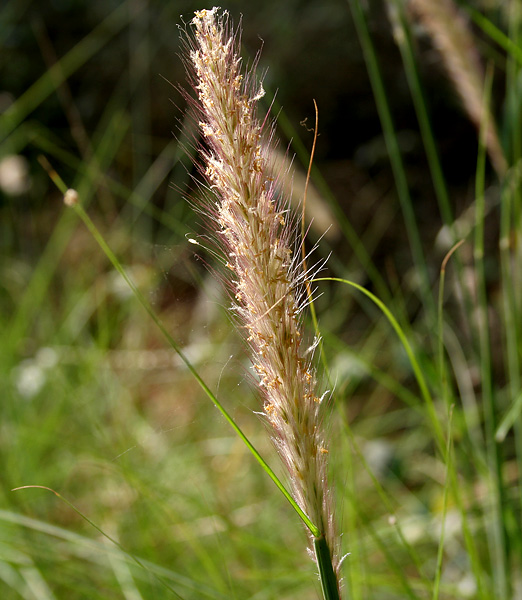
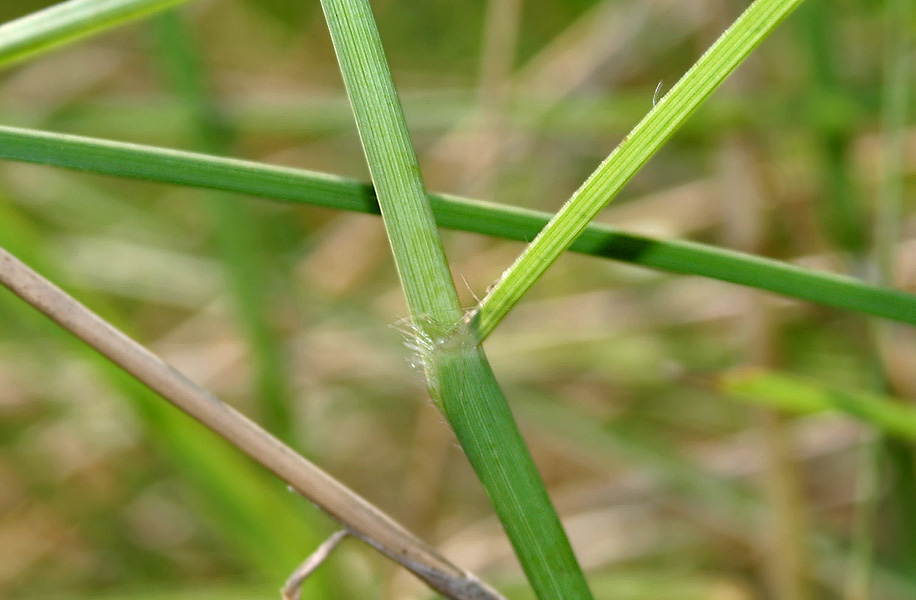
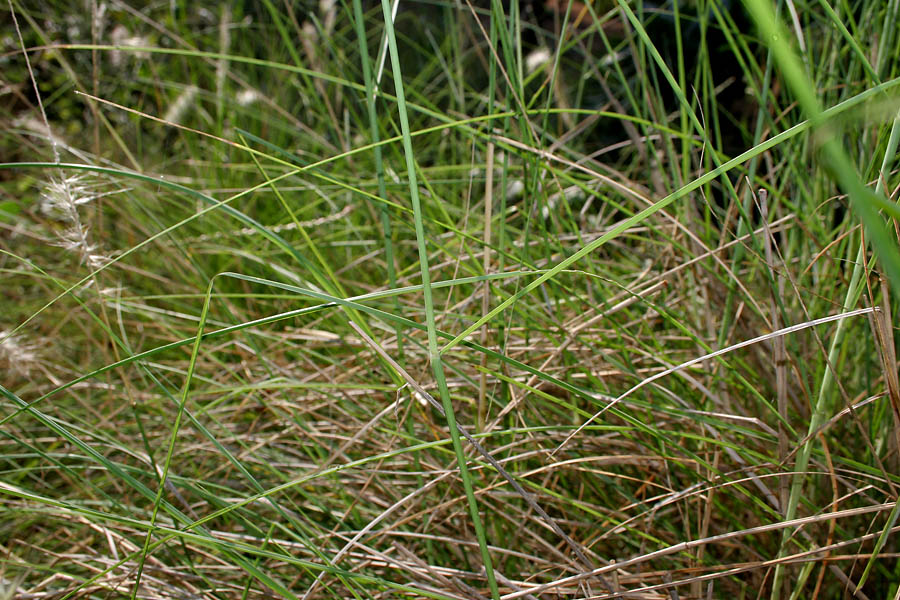
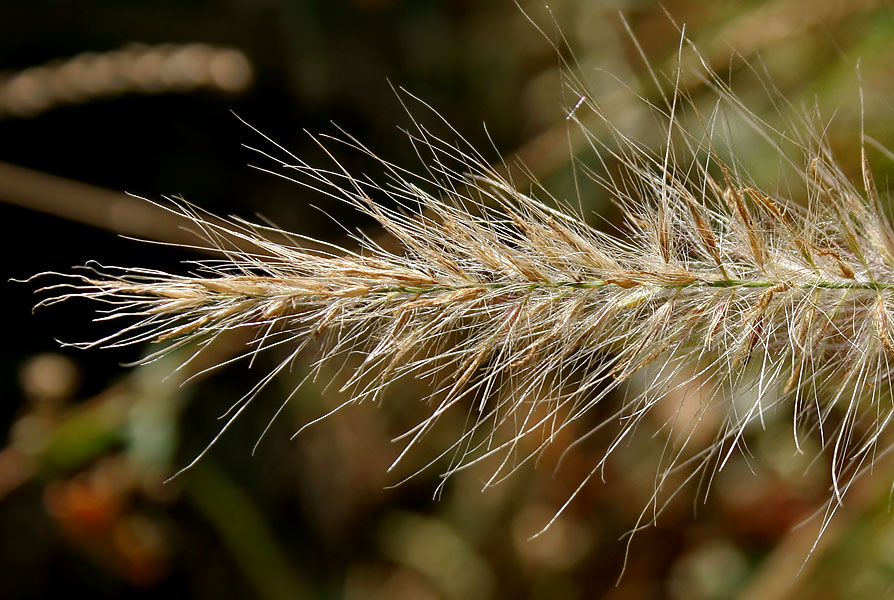